# Lagina
Lagina (en grec ancien : Λάγινα) est un site antique de Turquie qui abritait un sanctuaire d'Hécate à l'époque hellénistique et impériale romaine. Le sanctuaire était sur le territoire de la cité de Stratonicée de Carie.